# سيي أولاجنيغبيسي
سيي أولاجنيغبيسي (بالإنجليزية: Seyi Olajengbesi)‏ (17 نوفمبر 1980 بإبادان في نيجيريا - ) هو لاعب كرة قدم نيجيري في مركز الدفاع. شارك مع منتخب نيجيريا لكرة القدم. أما مع النوادي، فقد لعب مع ألمانيا آخن وبلاتيو يونايتد وجوليوس بيرجر وشوتينغ ستارز ونادي ساندهاوزن ونادي فرايبورغ.

## روابط خارجية
- سيي أولاجنيغبيسي على موقع قاعدة بيانات كرة القدم.إي يو (الإنجليزية)
- سيي أولاجنيغبيسي على موقع بيانات كرة القدم. دي إي (الألمانية)
- سيي أولاجنيغبيسي على موقع ناشيونال فوتبول تيمز (الإنجليزية)
- سيي أولاجنيغبيسي على موقع عالم كرة القدم.نت (الإنجليزية)